# Əliqasımlı
Əliqasımlı è un comune dell'Azerbaigian situato nel distretto di Cəlilabad. Conta una popolazione di 2 533 abitanti.